# Piper J-5
El Piper J-5 Cub Cruiser fue una versión mayor y más potente del básico Piper J-3 Cub. Fue diseñado justo dos años después que el J-3, y difería al tener un fuselaje más ancho con el piloto sentado en el asiento delantero y dos pasajeros sentados en el asiento trasero. Equipado con un motor Continental de 75 hp, la velocidad de crucero del avión era de 120 km/h. Aunque era oficialmente un triplaza, sería más acertado describirlo como un "biplaza y medio", ya que dos adultos se encontrarían bastante apretados en el más ancho asiento trasero. El Cruiser se vendía por 1798 dólares recién diseñado.
La producción de los tres modelos del J-5 (A, B, C) se engloba en dos categorías que se diferencian considerablemente. La diferencia más obvia se puede observar en el tren de aterrizaje. Las primeras versiones, de los que se construyeron 783 ejemplares entre 1940 y principios de 1942, tenían amortiguadores externos. Los construidos de 1944 a 1946 incluyeron cambios de diseño desarrollados para la ambulancia aérea HE-1 de la Armada estadounidense, y estos modelos tenían amortiguadores internos. En agosto de 2018, quedaban 327 J-5 en el registro de la Administración Federal de Aviación.

## Desarrollo

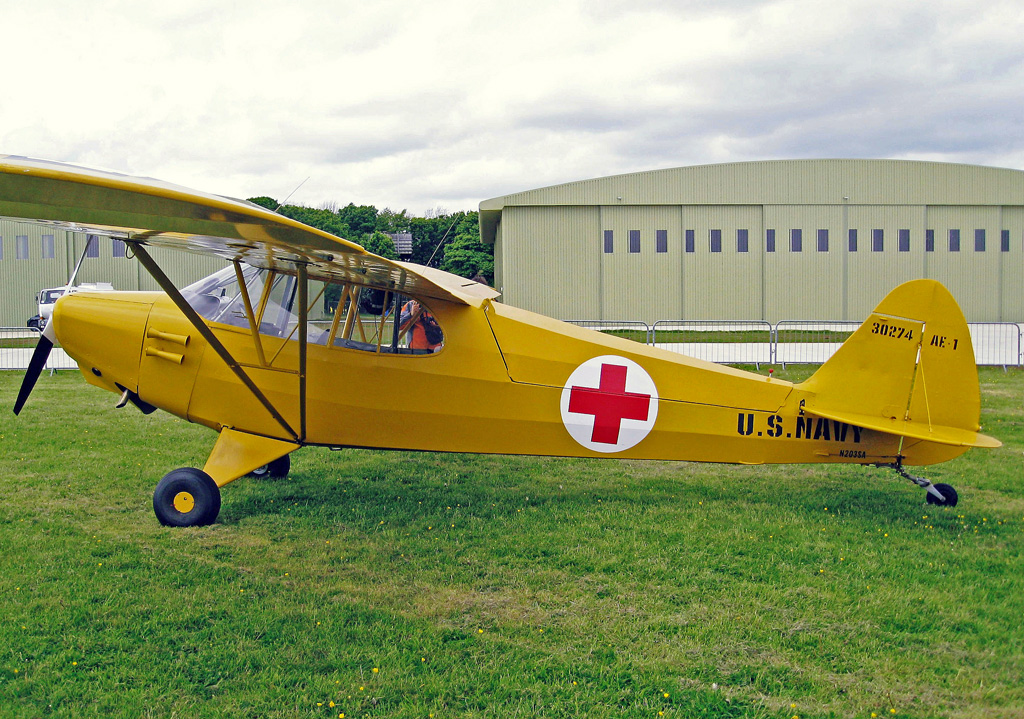
Piper AE-1 ex Armada estadounidense mostrando la cubierta abisagrada trasera para el acceso en tareas de ambulancia.

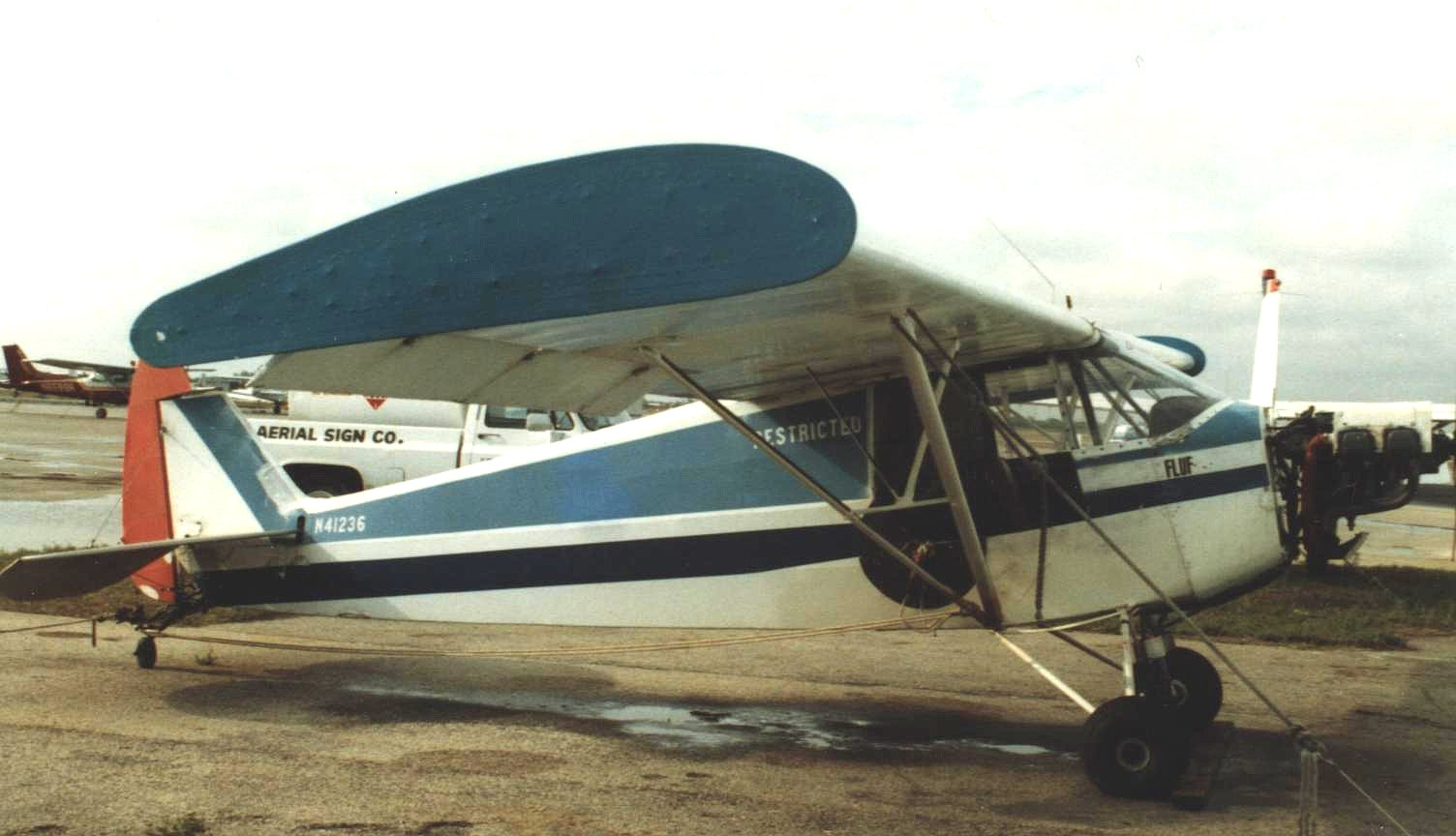
Piper J-5A Cub Cruiser con placas finales alares y mecanismo de remolcado en el aeropuerto de North Perry, Florida, en marzo de 1987.

Durante la Segunda Guerra Mundial, Piper modificó la estructura básica del J-5A. El J-5B tenía un motor Lycoming GO-145-C2 de 75 hp. El posterior J-5C, también construido como la ambulancia HE-1 (más tarde AE-1) para la Armada estadounidense con cubierta trasera del fuselaje abisagrada, usaba un motor Lycoming O-235-2 (militar) u O-235-B (civil) con sistema eléctrico, y tren de aterrizaje rediseñado.
Tras la guerra, Piper abandonó el sistema de designación J- y lo cambió  por el sistema PA-, y el J-5C se convirtió en el PA-12 "Super Cruiser". El Super Cruiser fue más popular que el básico J-5A, con 3759 construidos.
Piper también produjo una versión de cuatro asientos del Super Cruiser con un motor de 115 hp. Fue designado PA-14 Family Cruiser. Fue el menos exitoso de los tres diseños de Cruiser en términos de aviones vendidos, siendo construidos 238 en 1948-49, quedando actualmente alrededor de cien ejemplares.

## Variantes

### Civiles
J-5
Variante propulsada por un Continental A-75-8 de 75 hp.
J-5A
Variante propulsada por un Continental A-75-9.
J-5A-80
J-5A modificados con motor Continental A-80-8 de 80 hp.
J-5B
Variante propulsada por un Lycoming O-145-B de 75 hp.
J-5C
Variante propulsada por un Lycoming O-235-B.
J-5CA
Variante prototipo de ambulancia producida como HE-1 para la Armada estadounidense.
J-5CO
Variante prototipo de observación, más tarde modificada como L-4X, para ser prototipo de la versión militar L-14.
J-5D
Aviones construidos en 1946 con motor Lycoming  de 125 hp.

### Militares
YL-14
Prototipo de avión de enlace para las Fuerzas Aéreas del Ejército de los Estados Unidos, cinco construidos.
L-14
Variante de producción del YL-14, orden cancelada de 845 ejemplares y nueve en construcción completados para el mercado civil.
HE-1
Variante hospital para la Armada estadounidense con parte superior del fuselaje abisagrada para el acceso de camillas, 100 construidos, más tarde redesignados AE-1.
AE-1
HE-1 redesignado en 1943 en la categoría de Ambulancia.
UC-83
Cuatro aviones J-5A requisados y puestos en servicio en Panamá, más tarde se convirtieron en L-4F.
L-4F
Cuatro UC-83 redesignados y 39 J-5A adicionales requisados.
L-4G
J-5B requisados y puestos en servicio militar, 34 aviones.

## Operadores
Estados Unidos
- Fuerza Aérea de los Estados Unidos
- Armada de los Estados Unidos

## Especificaciones (J-5)
Referencia datos: Peperell, 1987, p. 43

### Características generales
- Tripulación: Uno (piloto)
- Capacidad: Dos pasajeros
- Longitud: 6,9 m (22,5 ft)
- Envergadura: 10,8 m (35,5 ft)
- Altura: 2,1 m (6,8 ft)
- Peso vacío: 376 kg (828,7 lb)
- Peso cargado: 658 kg (1450,2 lb)
- Planta motriz: 1× motor bóxer de cuatro cilindros refrigerado por aire Lycoming GO-145-C2.
  - Potencia: 56 kW (77 HP; 76 CV)
- Hélices: Bipala de madera

### Rendimiento
- Velocidad máxima operativa (Vno): 154 km/h (96 MPH; 83 kt)
- Velocidad crucero (Vc): 138 km/h (86 MPH; 75 kt)
- Velocidad de entrada en pérdida (Vs): 68 km/h (42 MPH; 37 kt)
- Alcance: 692 km (374 nmi; 430 mi)
- Techo de vuelo: 3100 m (10 171 ft)
- Régimen de ascenso: 2,3 m/s (453 ft/min)

## Aeronaves relacionadas

### Desarrollos relacionados
- Piper J-3 Cub
- Piper PA-12

### Secuencias de designación
- Secuencia Alfabética (interna de Piper): ← J-2 - J-3 (Flitfire) - J-4 - J-5
- Secuencia L-_ (Aviones de Enlace de las USAAF/USAF, 1942-1962): ← L-1 - L-2 - L-3 - L-4/F/G - L-5 - L-6 - L-7 -- L-11 - L-12 - L-13 - L-14 - L-15 - L-16  - L-17  →
- Secuencia H_E (Aviones Hospital de la Armada estadounidense, 1929-1942 (Piper, 1941-1945)): HE
- Secuencia A_E (Aviones Ambulancia de la Armada estadounidense, 1943-1962 (Piper, 1941-1945)): AE
- Secuencia C-_ (Aviones de Carga del USAAC/USAAF/USAF, 1924-1962): ← C-80 - C-81 - C-82 - C-83/A - C-84 - C-85 - C-86 →